# Vepris gabonensis
Vepris gabonensis är en vinruteväxtart som först beskrevs av Jean Baptiste Louis Pierre, och fick sitt nu gällande namn av W. Mziray. Vepris gabonensis ingår i släktet Vepris och familjen vinruteväxter. Inga underarter finns listade i Catalogue of Life.